# Nachal Navar
Nachal Navar (hebrejsky: נחל נבר) je vádí v Judských horách na pomezí Izraele a Západního břehu Jordánu.
Začíná v nadmořské výšce přes 700 metrů na severovýchodním okraji města Mevaseret Cijon severozápadně od Jeruzaléma, v oblasti ležící přímo na hranici mezi Izraelem a Západním břehem. Fakticky je ale území připojeno k Izraeli, protože Izraelská bezpečnostní bariéra a palestinské osídlení leží až severně odtud. Směřuje pak k východu prudce se zahlubujícím údolím s částečně zalesněnými svahy. Nedaleko údolí Emek ha-Arazim pak ústí zprava do vádí Nachal Luz.